# Destiny's Child (álbum)
Destiny's Child es el álbum de estudio debut del grupo estadounidense R&B del mismo nombre, publicado por Ruffhouse, Columbia Records y Music World Entertainment el 17 de febrero de 1998. Incluye los sencillos «No, No, No» y «With Me», que precedieron al álbum. «Killing Time» también se incluyó en Men in Black: The Album y se publicó como sencillo promocional en 1997. Antes de su lanzamiento, el álbum iba a llamarse «Bridges». El álbum permaneció veintiséis semanas en la lista estadounidense Billboard 200 y alcanzó el número sesenta y siete. Hasta la fecha, el álbum ha vendido 831.000 copias en Estados Unidos. En el Reino Unido alcanzó el número cuarenta y cinco. Tras el éxito de su siguiente álbum, The Writing's on the Wall (1999), fue reeditado en varios países. El álbum recibió críticas generalmente favorables de los críticos musicales, incluidos AllMusic y Rolling Stone, y ganó un Soul Train Lady of Soul Award al mejor álbum de R&B/Soul del año.

## Sencillos
«Killing Time» fue el primer lanzamiento del álbum. Apareció en la película Men In Black y en la banda sonora que la acompañaba, para la que se lanzó como sencillo promocional en 1997. 
El primer sencillo oficial del álbum fue «No, No, No» en octubre de 1997, cuando tanto la Parte 1 como la Parte 2 se lanzaron en la radio. Alcanzó la lista de los diez mejores en 5 países y el n.º 1 en la lista Billboard Hot R&B/Hip-Hop Songs. Se realizaron vídeos musicales para ambas versiones de la canción, dirigidos por Darren Grant.
«With Me» fue el segundo sencillo en 1998 y tuvo un éxito moderado, llegando al top 20 en los Países Bajos y el Reino Unido. En EE. UU., al ser un sencillo exclusivamente radiofónico, no pudo entrar en la lista Billboard Hot 100, pero alcanzó los 40 primeros puestos en algunas listas de componentes. Darren Grant creó y dirigió un vídeo musical para la primera parte.
La última entrega del álbum, «Illusion», se publicó como sencillo promocional. Se encargaron remezclas a Maurice Joshua para este lanzamiento, y el grupo volvió a grabar sus voces exclusivamente para estas remezclas.

## Recepción comercial
Destiny's Child tuvo un éxito moderado en las listas. Debutó en el número sesenta y nueve de la lista estadounidense Billboard 200 durante la semana del 7 de marzo de 1998. El álbum alcanzó el número sesenta y siete en su quinta semana y permaneció 26 semanas en la lista. El álbum alcanzó el número catorce en el Billboard En julio de 1998, el álbum obtuvo la certificación Oro de la Recording Industry Association of America (RIAA) y, más tarde, el 11 de julio de 2000, la certificación de platino por el millón de unidades vendidas.
A nivel internacional, el álbum logró un éxito más tremendo; alcanzó el número veintinueve en la Canadian Albums Chart, treinta en la lista de álbumes holandesa MegaCharts, y cuarenta y cinco en la UK Albums Chart.

## Recepción Crítica
John Bush, del sitio web AllMusic, opinó que «Destiny's Child no es simplemente otro álbum debut de un grupo de chicas de R&B [...] Sus voces suenan preciosas juntas. Aun así, gran parte del álbum suena indistinguible de todos los demás grupos femeninos que hay por ahí». The Rolling Stone Album Guide dio al álbum una crítica mixta.

## Legado
Aunque no tuvo un gran éxito comercial, el álbum ha sido considerado retrospectivamente como «una sólida introducción a su doble fuerza de baladas y armonías»  Jon O'Brien de Billboard reconoció «No, No, No» como «uno de los uptempo de primer nivel en el catálogo de Destiny's Child», remarcando además que «[s]i el resto de su álbum debut hubiera alcanzado las mismas cotas, su dominación mundial sin duda habría llegado un poco antes. «
En 2022, la integrante de Destiny's Child Beyoncé recreó e interpoló sus armonías de 1998 del tema de apertura «Second Nature» en una versión a dúo de «Make Me Say It Again, Girl» con el acto original sampleado The Isley Brothers, [cita requerida] alcanzando el número nueve en la lista R&B/Hip-Hop Airplay de Estados Unidos, el veinte en la lista Hot R&B Songs de Estados Unidos y el número uno en la lista Adult R&B Songs de Estados Unidos, permaneciendo en la lista durante 37 semanas. 
En un artículo de 2023 que celebraba el 25 aniversario del lanzamiento del álbum en el sitio web de la Recording Academy, el escritor Sope Soetan comentó que el álbum «en general [se mantuvo] bien... a pesar de su éxito comercial mediocre.» Sin embargo, al hablar del impacto general del álbum, alabó el proyecto como «un artefacto de los elementos centrales de la personalidad musical de Destiny's Child: El estilo vocal rápido y sincopado que Beyoncé innovó en «No, No, No Pt 2», y los temas líricos de equidad romántica, respeto mutuo, confianza en sí mismas y autonomía, [que] regirían los éxitos definitorios de la carrera del grupo e influirían en muchos de sus contemporáneos.«

## Lista de canciones
Créditos adaptados de las liner notes del álbum

| Destiny's Child – Standard edition |                                                    |                 |          |  |
| N.º                                | Título                                             | Producer(s)     | Duración |  |
| 1.                                 | «Second Nature»                                    | Dwayne Wiggins  | 5:09     |  |
| 2.                                 | «No, No, No Part 2» (con Wyclef Jean)              | Wyclef          | 3:27     |  |
| 3.                                 | «With Me Part I» (con Jermaine Dupri)              | Dupri           | 3:26     |  |
| 4.                                 | «Tell Me»                                          | Robinson        | 4:48     |  |
| 5.                                 | «Bridges»                                          | Wiggins         | 4:02     |  |
| 6.                                 | «No, No, No Part 1»                                | Herbert         | 4:07     |  |
| 7.                                 | «With Me Part II» (con Master P)                   | Craig Bazile    | 4:14     |  |
| 8.                                 | «Show Me the Way»                                  | Carl Washington | 4:19     |  |
| 9.                                 | «Killing Time»                                     | Wiggins         | 5:09     |  |
| 10.                                | «Illusion» (con Wyclef Jean & Pras)                | Jean            | 3:52     |  |
| 11.                                | «Birthday»                                         | Wiggins         | 5:15     |  |
| 12.                                | «Sail On»                                          | Mark Morales    | 4:04     |  |
| 13.                                | «My Time Has Come» (dedicated to Andretta Tillman) | Bennett-Smith   | 4:25     |  |
| 56:09                              |                                                    |                 |          |  |

| Destiny's Child – International edition |             |                |          |  |
| N.º                                     | Título      | Producer(s)    | Duración |  |
| 14.                                     | «Know That» | Father Shaheed | 4:24     |  |
| 60:33                                   |             |                |          |  |

| Destiny's Child – Japanese edition |                 |          |  |
| N.º                                | Título          | Duración |  |
| 15.                                | «Amazing Grace» | 2:39     |  |
| 65:15                              |                 |          |  |

| Destiny's Child – 2001 European reissue edition |                                            |                |          |  |
| N.º                                             | Título                                     | Producer(s)    | Duración |  |
| 15.                                             | «You're the Only One»                      | Mark Wilson    | 3:23     |  |
| 16.                                             | «No, No, No» (Camdino Soul extended remix) | Wyclef         | 6:34     |  |
| 17.                                             | «DubiLLusions» (dub mix of "Illusions")    | Maurice Joshua | 7:33     |  |
| 78:03                                           |                                            |                |          |  |

| Destiny's Child – US enhanced edition (bonus video) |                                                   |          |  |
| N.º                                                 | Título                                            | Duración |  |
| 1.                                                  | «Video Interviews with the Group and Each Member» |          |  |

Notas
- Algunas copias del álbum no dan crédito a ningún escritor por "Illusion".[14]
- Una versión promocional previa al lanzamiento del álbum se publicó en 1997, cuando todavía se llamaba "Bridges", con una lista de canciones diferente. Incluía las canciones "Show Me" y "Never Had A Love" y omitió las pistas "No, No, No Part 2", "Illusion" y "Sail On". "You're The Only One", una pista adicional en la reedición europea del álbum de 2001, también estaba presente en esta versión. Además, "No, No, No Parte 1" simplemente se titulaba "No, No, No".[15]

Créditos de sample
- "Second Nature" contiene elementos reproducidos de "Make Me Say It Again, Girl (Parte 1 y 2)", interpretada por the Isley Brothers, escrita por Marvin Isley, Ronald Isley, Rudolph Isley, Ernie Isley y O'Kelly Isley.
- "No, No, No Parte 2]]" contiene elementos de "Strange Games & Things", interpretada y escrita por Barry White.
- "With Me Partes I y II" contiene una muestra de "Freak Hoes", interpretada por TRU, escrita por Master P.
- "Bridges" contiene elementos reproducidos de "Simply Beautiful", interpretada y escrita por Al Green.

## Charts

### Weekly charts
| Chart (1998)                            | Peak position |
| --------------------------------------- | ------------- |
| Canadá (Billboard Canadian Albums)      | 29            |
| Países Bajos (Album Top 100)            | 30            |
| Reino Unido (OCC)                       | 45            |
| Reino Unido (UK R&B Albums)             | 6             |
| Estados Unidos (Billboard 200)          | 67            |
| Estados Unidos (Top R&B/Hip-Hop Albums) | 14            |

### Year-end charts
| Chart (1998)                                         | Position |
| ---------------------------------------------------- | -------- |
| Estados Unidos US Top R&B/Hip-Hop Albums (Billboard) | 93       |

| Chart (2001)                                   | Position |
| ---------------------------------------------- | -------- |
| Canadá Canadian R&B Albums (Nielsen SoundScan) | 146      |

## Créditos y Personal
Tomados de las notas de Destiny's Child.
| - Mark Morales – producción - Bill Ortiz – trompeta - Darin Prindle – mezcla - Warren Riker – ingeniería, mezcla - Bob Robinson – arreglo, producción - Tim Kelley – arreglo, producción - Carl Washington – producción - Carl Wheeler – teclado - D'Wayne Wiggins – bajo, producción, guitarra - Benjamin Wright – arreglo, dirección - Eric Fischer – ingeniería - Jay Lincoln – batería, producción, mezcla, teclado - James Hoover – ingeniería - Erwin Gorostiza – dirección artística, diseño - Wyclef Jean – producción, artista - Rawle Gittens – ingeniería - Vince Lars – saxófono - Corey Rooney – programación, producción, mezcla - Craig B. – producción, mezcla - KLC – producción - Sylvia Bennett-Smith – arreglo, producción - Jerry Duplessis – producción - Joey Swails – ingeniería, mezcla - Ian Dalsemer – asistente de ingeniería - Rob Fusari – producción - Anthony Papa Michael – guitarra acústica - Beyoncé – voz principal, coro - LeToya Luckett – coro, voz principal - LaTavia Roberson – coro, voz rap principal en «Illusion» - Kelly Rowland – voz principal, coro | - Lee Neal – batería - O'Dell – producción - Mathew Knowles – producción ejecutiva - Tina Knowles – estilización - Storm Jefferson – asistente de ingeniería y mezcla - Mean Green – producción coordinada - Che Greene – producción - Darcy Aldridge – arreglo - Mike Arnold – ingeniería - Charles Brackins – ingeniería - Johnny Buick – maquillaje y estilización - Kenny Demery – guitarra - Paul Empson – fotografía - Eric Ferrell – maquillaje - Debra Ginyard – estilización - Mike Scott – mezcla - Booker T. Jones III – mezcla - Master P – artista - Terry T. – producción - Bill McKinley – bajo - Paul Arnold – ingeniería - Preston Crump – bajo - Jermaine Dupri – producción, artista - Dale Everingham - Steve Foreman – percusión - David Frank – piano - John Frye – ingeniería - Brian Gardner – masterización - Jamie Hawkins – teclados - Vincent Herbert – producción - Jon Jubu Smith – guitarra |

## Historial de Lanzamiento
| Región        | Fecha                 | Edicione(s) | Formato(s)                | Discográfica(s)  | Ref.   |
| ------------- | --------------------- | ----------- | ------------------------- | ---------------- | ------ |
| United States | 17 de febrero de 1998 | Standard    | CD                        | Columbia Records | [ 25 ] |
| Japón         | 1 de marzo de 1998    | Standard    | CD                        | Sony Music Japan |        |
| Reino Unido   | 2 de marzo de 1998    | Standard    | CD, Mini-Cassette, vinilo | Columbia Records | [ 26 ] |